# Pałac w Mikulovie
Pałac w Mikulovie (niem. Schloss Nikolsburg) – barokowy zamek w centrum Mikulova w południowej części Czech, na południu Moraw. Położony jest na wzgórzu zwanym Zámecký vrch w dzielnicy Břeclav. Tereny zamku pełnią funkcję stałej ekspozycji Muzeum Regionalnego w Mikulovie. Są również okazjonalnie wykorzystywane do wydarzeń kulturalnych, takich jak coroczne święto winiarstwa. 

## Opis Zamku
Znajduje się na Wzgórzu Zamkowym (Zamecký vrch) i jest dominującą budowlą miasta. Do kompleksu zamkowego należy także pobliska wysunięta wieża obronna zwana Kozí hrádek. Obecnie służy jako punkt widokowy.  Zamek ma właściwie dwa główne dziedzińce, oddzielone korytarzem łączącym budynki zachodnie i wschodnie. Dziedziniec położony dalej na północ służył w przeszłości jako sąd honorowy. Dziś mieszczą się w nim pozostałości dekoracji rzeźbiarskiej zamku oraz gotycka studnia z XIII wieku. Dawny dziedziniec honorowy łączy się z dziedzińcem skalnym przejściem, nad którym wznosi się cylindryczna wieża z wbudowaną ośmiokątną kaplicą zwieńczoną bulwiastym dachem. Dominantą dziedzińca jest kamienna wieża z krawędzią, obok której znajduje się brama zapewniająca przejście na kolejny dziedziniec o wydłużonym rzucie. Mieści się w nim piwnica z winami, dawne budynki gospodarcze i ujeżdżalnia.
Obecnie w pałacu znajduje się ekspozycja stała Muzeum Regionalnego w Mikulovie. Organizowane są w nim również liczne wydarzenia kulturalne, m.in. coroczne Winobranie (święto zbiorów winogron).

## Historia Zamku
Pierwotnie był romańską warownią wybudowaną w XI wieku. W 1290 r. stał się własnością Liechtensteinów, którzy dokonali jego przebudowy w stylu gotyckim. W 1560 r. zakupił go Ladislav Kereczenyi, po czym rozpoczęła się przebudowa zamku na barokowy pałac. Piętnaście lat później nowymi właścicielami stali się Dietrichsteinowie. Przebudowę rozpoczętą przez Kereczenyiego dokończył Franz von Dietrichstein, którego własnością pałac stał się na początku XVII w.
W 1622 r. zbuntowany przeciw Habsburgom książę Siedmiogrodu Gábor Bethlen zawarł tu pokój z cesarzem Ferdynandem II. W 1719 r. pałac spłonął, a po odbudowie znów stał się rezydencją Dietrichsteinów. W 1805 r. w mikulowskim pałacu przebywał Napoleon Bonaparte, który wybrał rezydencję na miejsce rozmów pokojowych po bitwie pod Austerlitz między Francją i Austrią (sam traktat pokojowy podpisano w Preszburgu). 61 lat później w pałacu podpisany został rozejm między Prusami i Austrią po bitwie pod Sadową.
W 1945 r., w wyniku działań wojennych, budowlę ponownie strawił pożar. Odbudowy dokonano według projektu Otakara Oplatka i odtąd pałac służy jako siedziba muzeum.
Od 2006 r. książęta Dietrichstein starają się o zwrot posiadłości. W 2009 r. miał zapaść wyrok sądowy w tej sprawie.

## Galeria

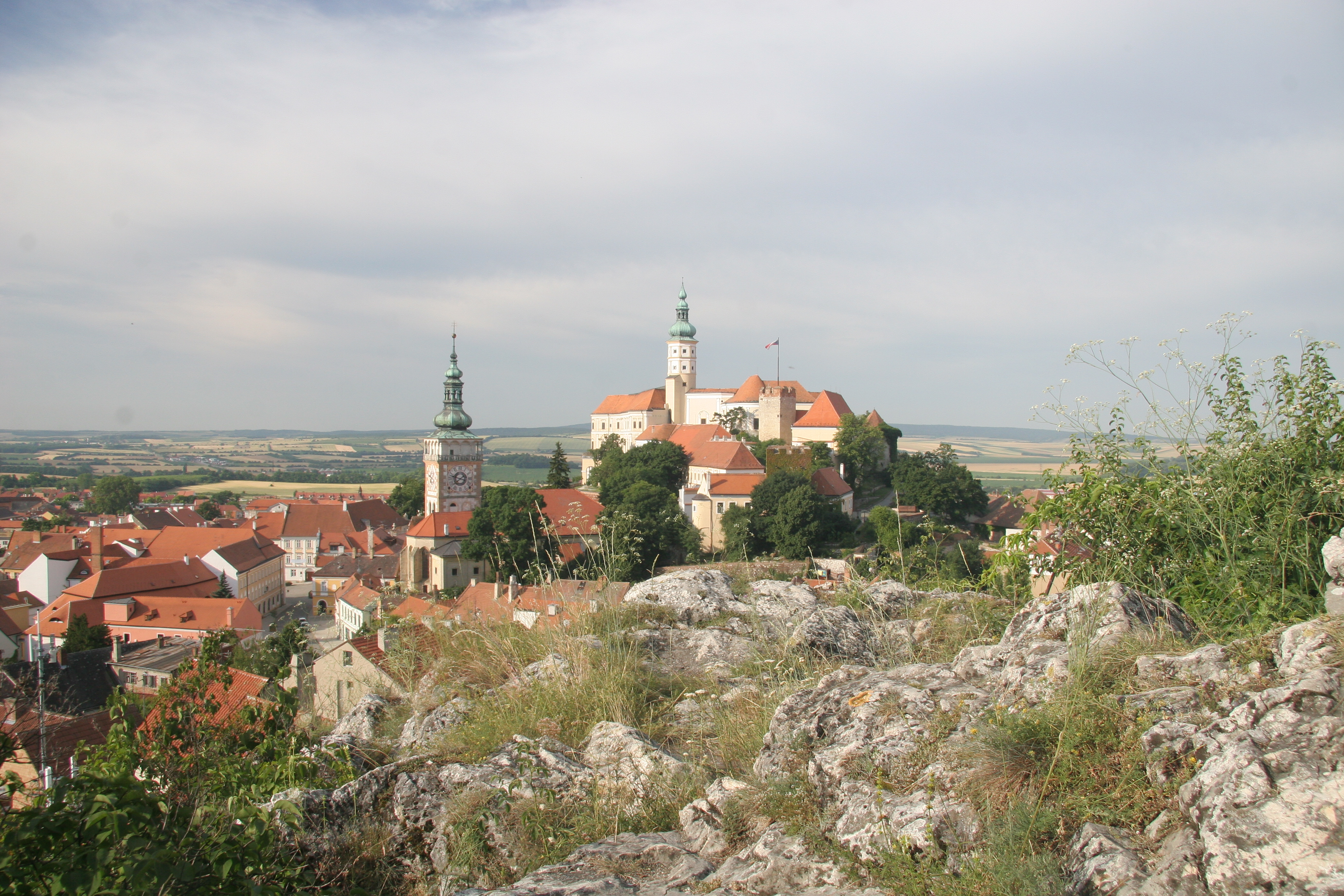
Widok od zachodu
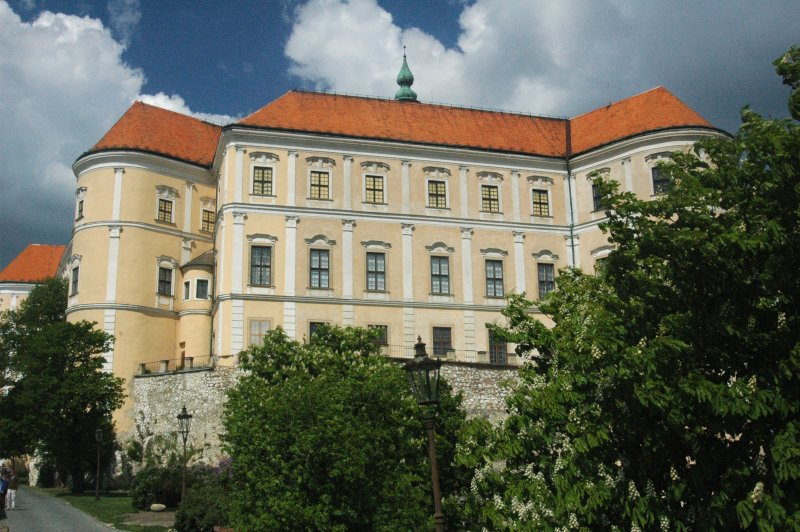
Pałac od strony południowej
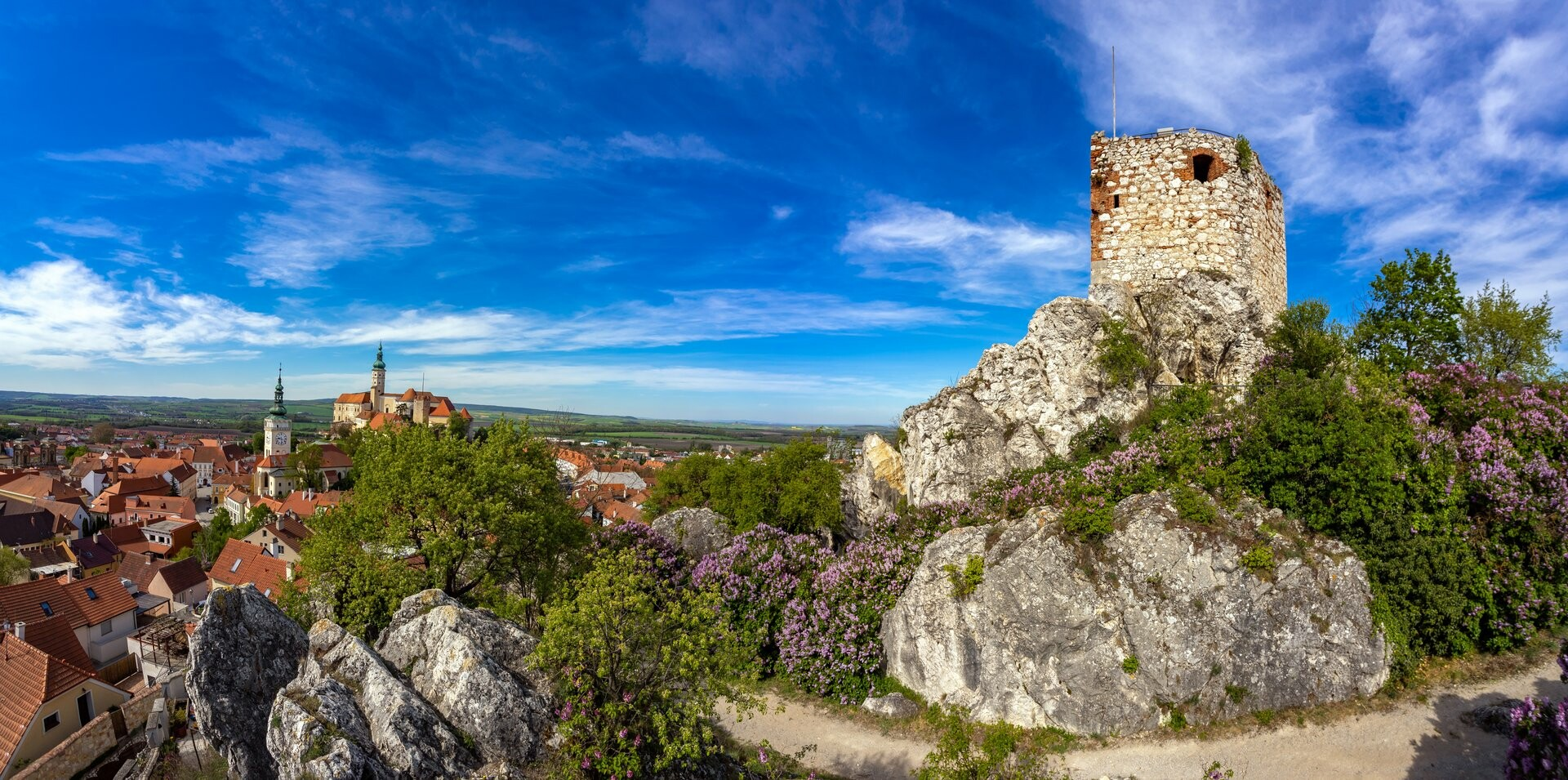
Kozí hrádek
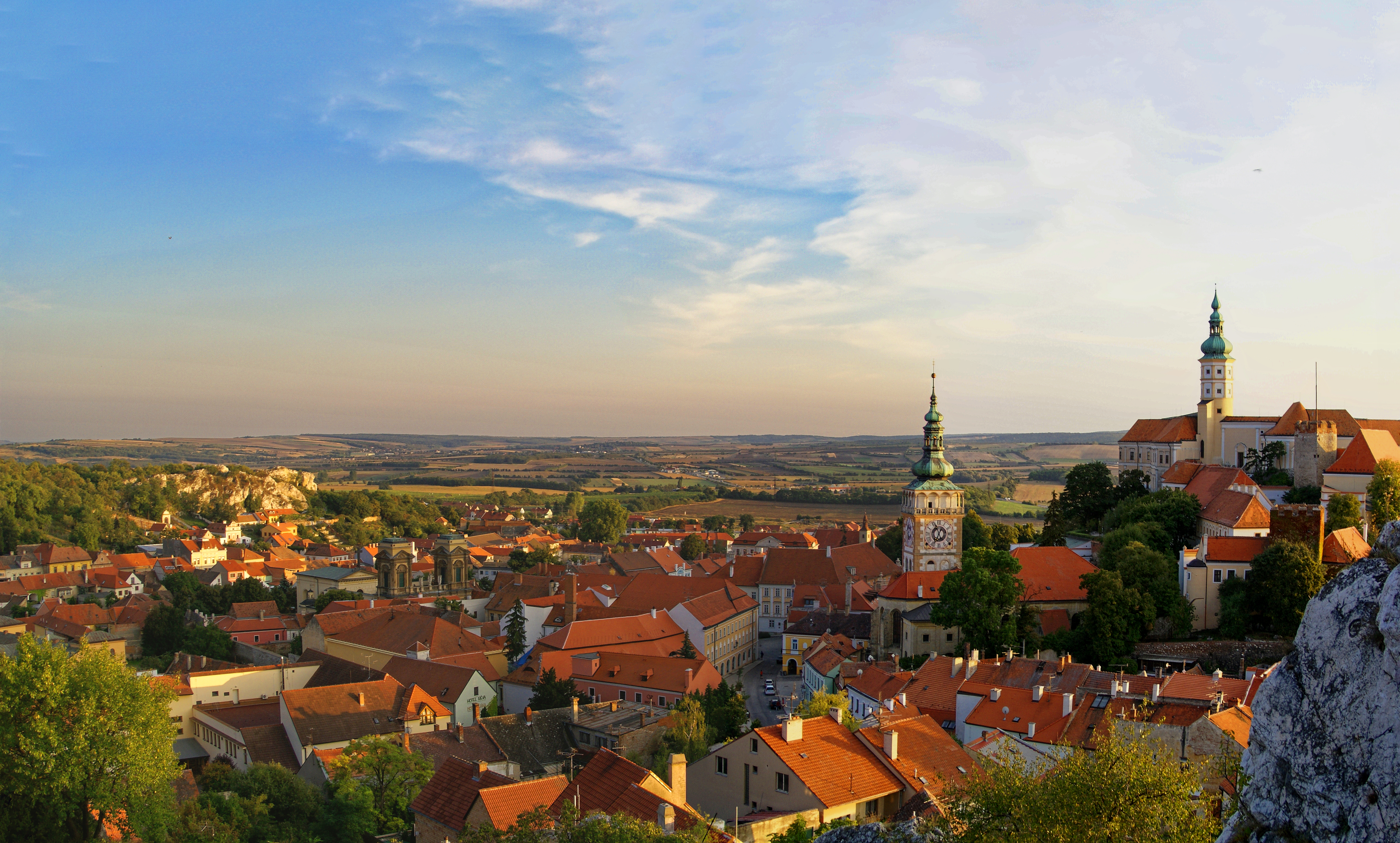
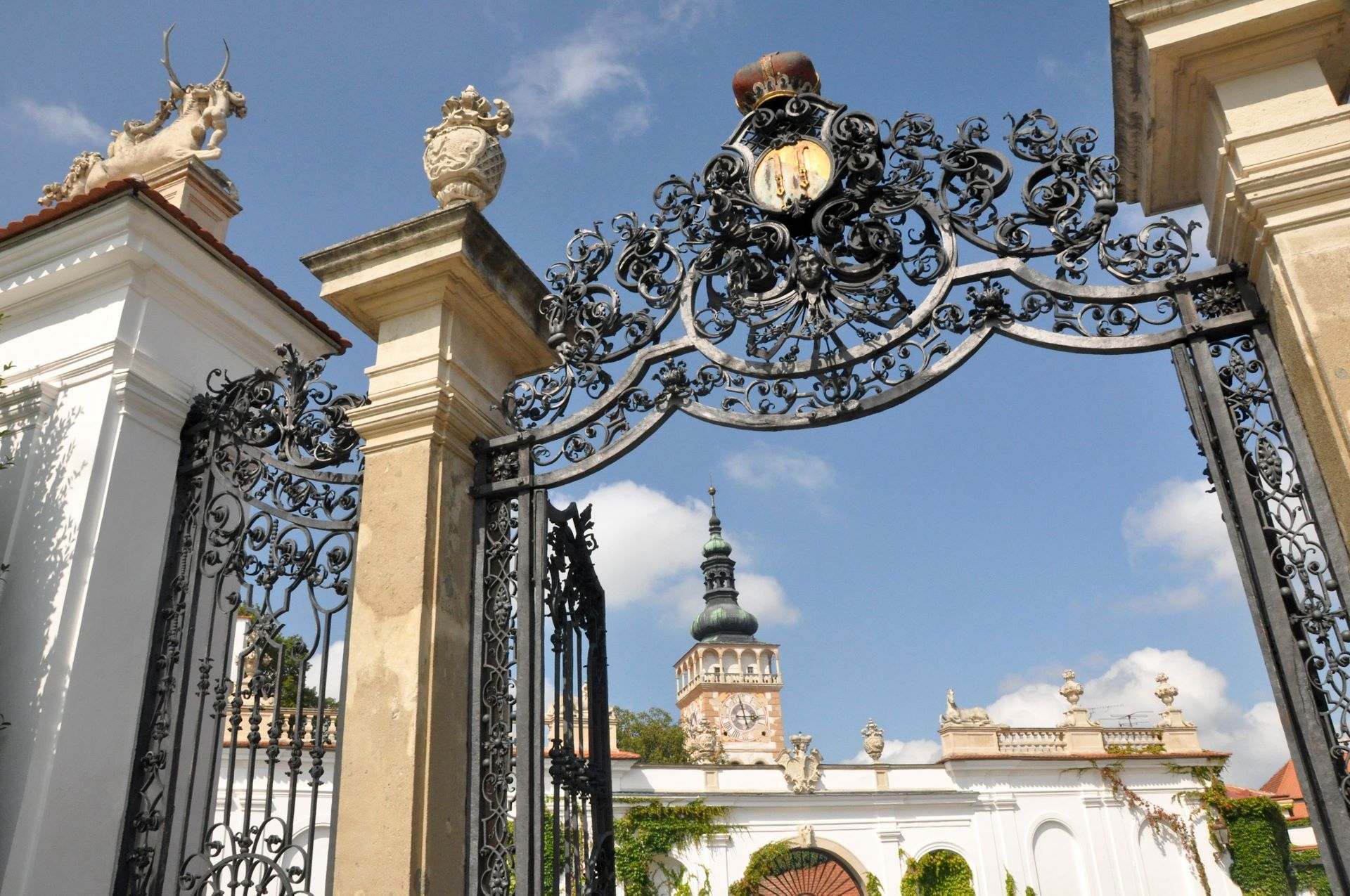
Brama z herbem von Dietrichstein
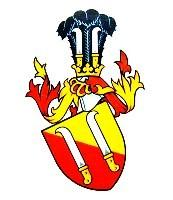
Herb v. Dietrichstein
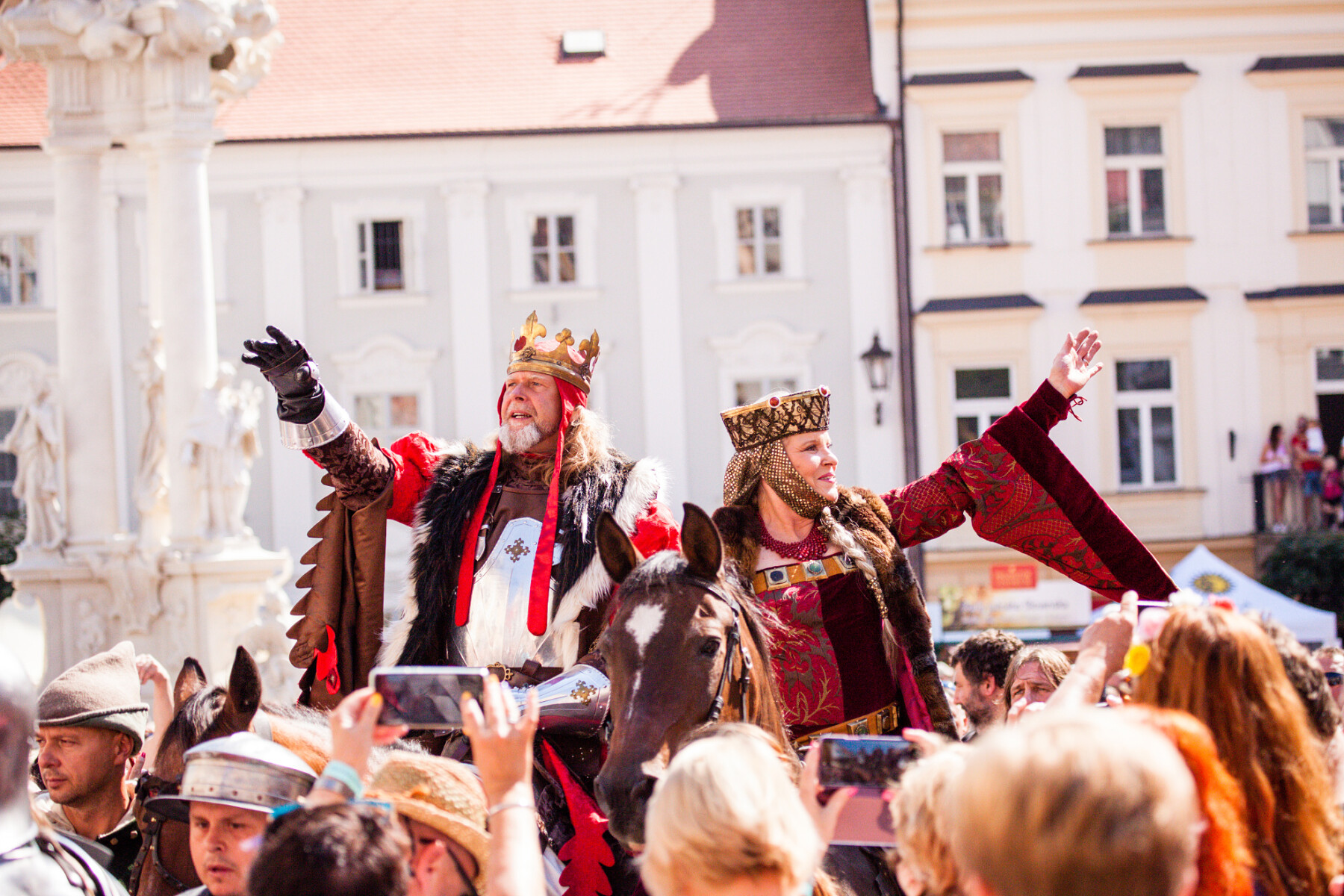
Palawskie winobranie